# Galatea (Schiff, 2007)
Die Galatea ist ein Mehrzweckschiff des Trinity House. Das Präfix des Schiffsnamens ist THV und steht für Trinity House Vessel.

## Allgemeines
Die Galatea ist das zweite Schiff mit diesem Namen für Trinity House. Die erste Galatea war ein 1868 gebauter Raddampfer, der bis 1895 als Tonnenleger, Leuchtturmtender und Aufsichtsschiff im Dienst war. In diesem Zeitraum war das Schiff unter anderem an der Indienststellung des Leuchtturms Eddystone und 1894 an der Übergabe des Leuchtturms Helgoland an das Deutsche Kaiserreich beteiligt.
Die heutige Galatea wurde am 11. März 2004, zusammen mit dem Schwesterschiff Pharos, bei Remontowa in Danzig in Auftrag gegeben. Der Rumpf des Neubaus entstand auf der zu Remontowa gehörenden Nordwerft und lief am 26. Juli 2006 vom Stapel. Die Schiffstaufe wurde am 17. Oktober 2007 von der britischen Königin Elisabeth II. vollzogen. Während der Zeremonie lag das Schiff längsseits der Belfast. Der Heimathafen der Galatea ist London, stationiert ist sie jedoch in Harwich, dem Hauptquartier von Trinity House. Sie hat die 1987 gebaute Mermaid (IMO 8511275) ersetzt.
Ein Modell des Schiffes ist im National Maritime Museum in Greenwich ausgestellt.

## Ausstattung
Die Galatea hat einen dieselelektrischen Antrieb, bestehend aus fünf Wärtsilä–Dieselgeneratoren (3 × 1368 kW, 2 × 684 kW), zwei Rolls-Royce–Propellergondeln mit jeweils 1500 kW und zwei Querstrahlsteueranlagen mit jeweils 750 kW.
Ein großes Arbeitsdeck mit einem Schiffskran, ein Hubschrauberlandeplatz auf dem Vorschiff, Stellplätze für Standardcontainer, zusätzliche Unterkünfte für dreizehn Personen und die dynamische Positionierung machen das Schiff universell einsetzbar, zum Beispiel als Tonnenleger, Leuchtturmtender, Vermessungsschiff oder zur Wracksuche.

## Schiffsname
Benannt ist das Schiff nach Galateia, einer Nymphe der griechischen Mythologie. Weitere Schiffe mit diesem Namen waren die Kriegsschiffe HMS Galatea, das spanische Segelschulschiff Galatea und die dänische Korvette Galathea.